# Rhododendron longipes
Rhododendron longipes är en ljungväxtart som beskrevs av Alfred Rehder och E.H. Wilson. Rhododendron longipes ingår i släktet rododendron, och familjen ljungväxter. Utöver nominatformen finns också underarten R. l. chienianum.